# Pull the Pin
Pull the Pin es el sexto álbum de estudio de Stereophonics, lanzado en el mundo el 15 de octubre de 2007. La canción "Bank Holiday Monday" se pudo descargar desde el 9 de octubre de 2007, 6 días antes del lanzamiento del disco. La página oficial de la banda puso el día 2 de noviembre una descarga gratuita su primer sencillo del álbum My Friends. En Navidad del 2007 y para año nuevo el lanzamiento del disco venía acompañado con cuatro canciones nuevas hechas por stereophonics. "It Means Nothing" fue el segundo sencillo lanzado el 13 de enero de 2008. El tercer sencillo, llamado "Stone", fue lanzado en mayo de 2008 con su correspondiente videoclip. En julio de 2008 la canción "Bright Red Star" fue utilizada en una película que lleva el mismo título que la canción. En agosto del 2008, a través de su página oficial, confirmaron el lanzamiento de su cuarto sencillo llamado "Ladyluck". El video fue grabado mientras se presentaban en un programa de T.V.. En octubre de 2008 hicieron una encuesta en su página oficial sobre que canción gustaba más del disco, y la ganadora sería el último sencillo con dos sorpresas más. Finalmente, la ganadora se dio a conocer en noviembre. La ganadora fue "Drowning", y el videoclip se grabó con sus fanes. En diciembre de 2008 despidieron del disco tocando en un puente ante 10 mil personas. La banda grabó un videoclip mientras tocaban en el puente; la canción del videoclip se dio a conocer el 3 de enero. La canción era "Soldiers Make Good Targets"; según la banda, es la canción que representa el disco.

## Lista de canciones
- 01 "Soldiers Make Good Targets" – 4.37
- 02 "Pass The Buck" – 3.24
- 03 "It Means Nothing" – 3.48
- 04 "Bank Holiday Monday" – 3.14
- 05 "Daisy Lane" – 3.37
- 06 "Stone" – 4.17
- 07 "My Friends" – 3.35
- 08 "I Could Lose Ya" – 3.17
- 09 "Bright Red Star" – 3.39
- 10 "Ladyluck" – 3.45
- 11 "Crush" – 3.56
- 12 "Drowning" – 5.08

OTRAS CANCIONES (DISCO 2)
- 01 "Helter Skelter"
- 02 "Hangman"
- 03 "Nitedrive"
- 04 "Gimme Shelter"
- 05 "Katman"

## Enlaces
- Sitio Oficial de Stereophonics

- Datos: Q2733898